# Бургведел
Бургведел (њем. Burgwedel) град је у њемачкој савезној држави Доња Саксонија. Једно је од 21 општинског средишта округа Регион Хановер. Према процјени из 2010. у граду је живјело 20.481 становника. Посједује регионалну шифру (AGS) 3241004.

## Географски и демографски подаци
Бургведел се налази у савезној држави Доња Саксонија у округу Регион Хановер. Град се налази на надморској висини од 53 метра. Површина општине износи 152,0 km². У самом граду је, према процјени из 2010. године, живјело 20.481 становника. Просјечна густина становништва износи 135 становника/km².

## Међународна сарадња
| Мјесто | Држава    | Врста сарадње | Од    |
| ------ | --------- | ------------- | ----- |
| Анцио  | Италија   | партнерство   | 1958. |
|        | Француска | партнерство   | 1985. |
| Извор  |           |               |       |